# EL Seed
eL Seed (Le Chesnay, 21 agosto 1981) è un artista tunisino naturalizzato francese.
Le sue opere si concentrano principalmente nell'utilizzo della calligrafia araba nei graffiti.

## Primi anni di vita e carriera

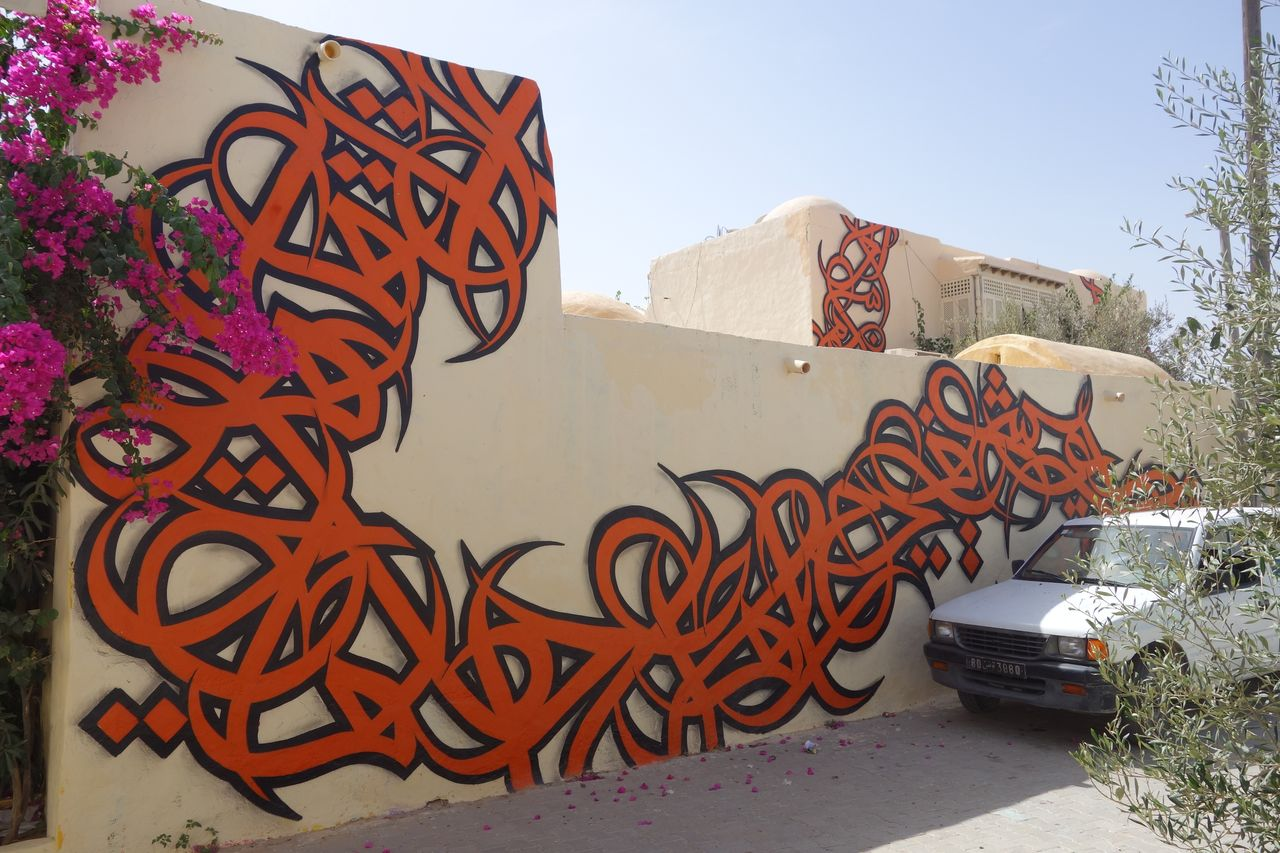
Gerbahood, Tunisia

Nato a Parigi nel 1981 da una famiglia tunisina, eL Seed è cresciuto parlando solo il dialetto tunisino, non imparando a leggere o scrivere l'arabo classico fino all'adolescenza quando ha riscoperto l'interesse per le sue radici tunisine.
Come street artist ha preso il nome "elSeed" dalla commedia francese Le Cid, che gli era stata letta da un suo insegnante a scuola. Il nome El Cid è a sua volta basato sul termine arabo Al Sayed, che significa "l'uomo". Cita la rivoluzione tunisina del 2011 come un fattore importante nell'apertura dello spazio politico a forme di espressione alternative: "La rivoluzione ha spinto le persone a essere più creative perché prima avevano paura - mentre ora hanno più libertà".
Un anno dopo l'inizio della rivoluzione tunisina, nella città di Kairouan, ha realizzato il suo primo murales su larga scala. Il murale è una rappresentazione calligrafica di un passaggio tratto da un poema tunisino di Abu al-Qasim al-Husayfi, dedicato a coloro che lottano contro la tirannia e l'ingiustizia. Il suo lavoro è influenzato da altri street artist tra i quali Hest 1 e Shuck 2, unitamente a poeti arabi come Mahmood Darwish e Nizar Qabbani.
Durante un'intervista ha così spiegato il suo desiderio di fare dichiarazioni politiche all'interno delle sue opere:
"Mi assicuro sempre di star scrivendo messaggi, ma ci sono anche diversi livelli di contesto politico e sociale che sto cercando di aggiungere al mio lavoro. L'estetica è molto importante, è ciò che cattura la tua attenzione, ma poi cerco di aprire un dialogo basato sul luogo dell'opera e sulla scelta del testo che utilizzo".
Nel 2012 ha dipinto il minareto della Moschea di Jara nella città di Gabes, nel sud della Tunisia, sicuramente la sua opera più controversa. Riguardo al progetto el Seed ha spiegato: "Il mio obiettivo era riunire le persone, motivo per cui ho scelto queste parole del Corano. Mi piacciono i graffiti perché portano l'arte a tutti. Mi piace il fatto di democratizzare l'arte. Spero che ispirerà altre persone a fare progetti folli e a non avere paura". 
Le opere di eL Seed sono state esposte in mostre a Berlino, Chicago, Dubai, Parigi e San Paolo. Ha anche dipinto murales sui muri di città tra cui Melbourne, Londra e Toronto, oltre a diverse città tunisine.

### Percezione, Il Cairo, Egitto

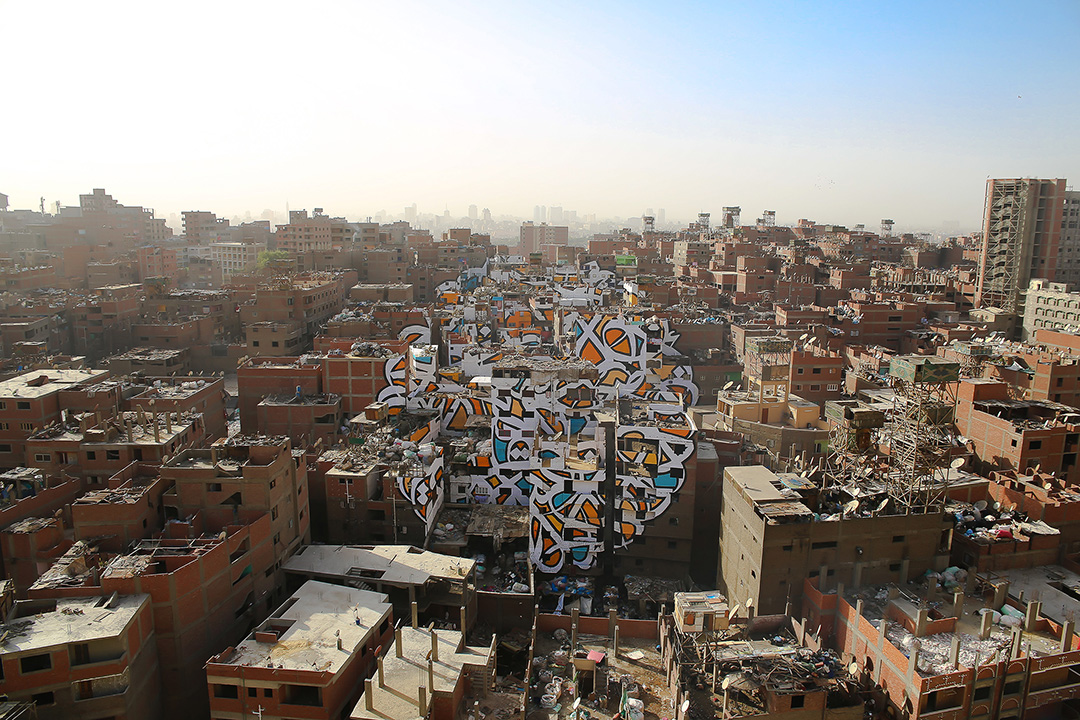
Zaraeeb al Cairo, Egitto, 2016

Nel suo ultimo progetto "Perception", eL Seed mette in discussione il livello di giudizio e preconcetto che la società può avere inconsciamente nei confronti di una comunità basata sulle loro reciproche differenze. Nel quartiere di Manshiyat Nasr al Cairo, la comunità copta di Zaraeeb raccoglie da decenni i rifiuti della città sviluppando il sistema di riciclaggio più efficiente e redditizio a livello globale. Tuttavia, il luogo è percepito come sporco, emarginato e segregato. Per portare luce su questa comunità, con il suo team e l'aiuto della comunità locale, eL Seed ha creato un pezzo anamorfico che copre quasi 50 edifici visibili solo da un certo punto del Monte Muqattam . L'opera d'arte utilizza le parole di sant'Atanasio di Alessandria, un vescovo copto del III secolo, che disse: "Chiunque voglia vedere la luce del sole con chiarezza deve prima pulirsi gli occhi".
"La comunità di Zaraeeb ha accolto me e la mia squadra come se fossimo una famiglia. È stata una delle esperienze umane più incredibili che abbia mai avuto. Sono persone generose, oneste e forti. Gli è stato dato il nome di Zabaleen (il popolo della spazzatura), ma non è così che si chiamano tra di loro. Non vivono nella spazzatura ma vengono dalla spazzatura; e non è la loro spazzatura, ma quella di tutta la città. Sono loro che puliscono la città del Cairo".

### Salwa Road, Doha, Qatar

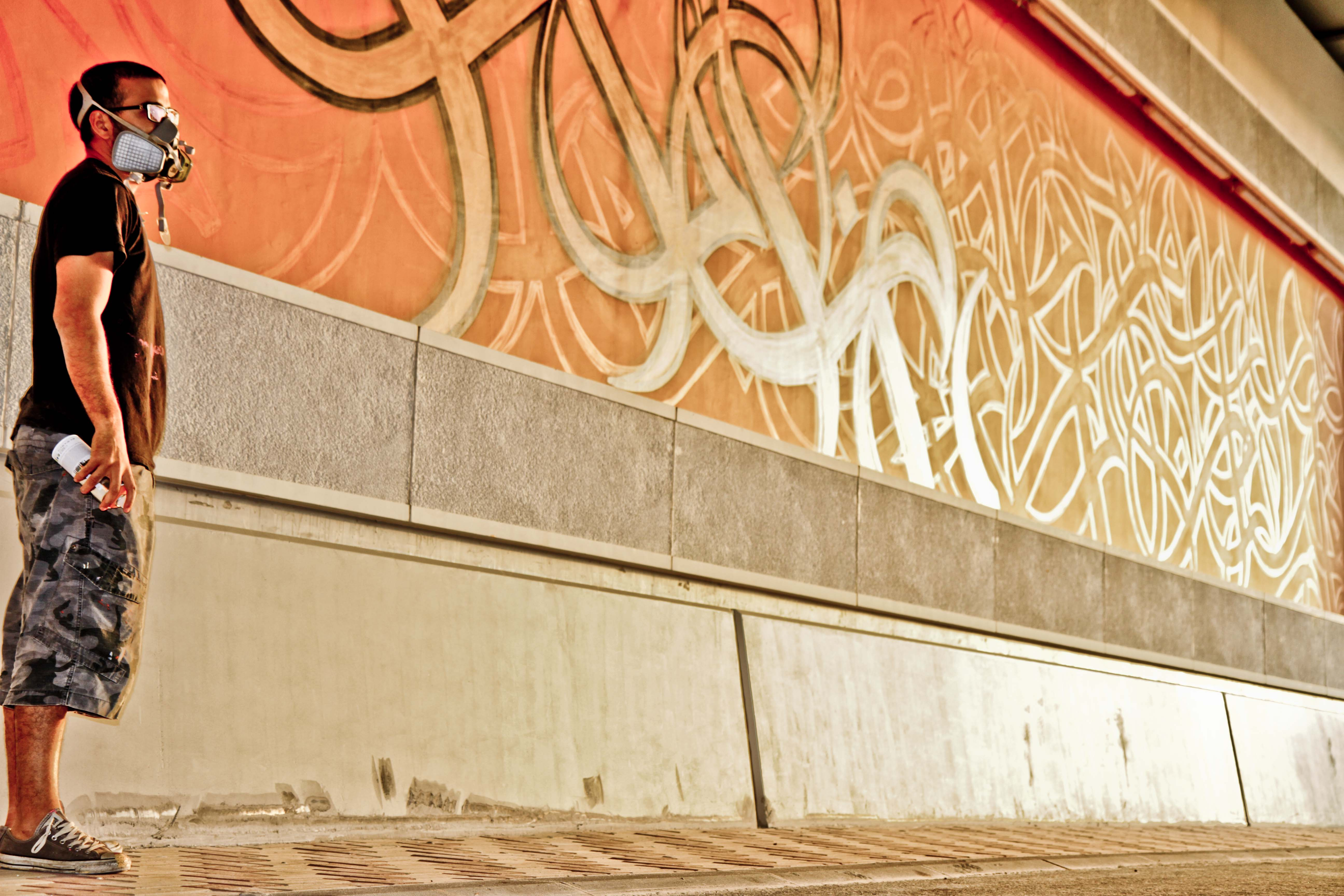
Salwa Road, Doha, Qatar, 2013

All'inizio del 2013, eL Seed è stata commissionata dalla Qatar Museums Authority la creazione di una serie di 52 opere d'arte nell'area di Salwa Road a Doha.

### Moschea di Jara, Gabes, Tunisia

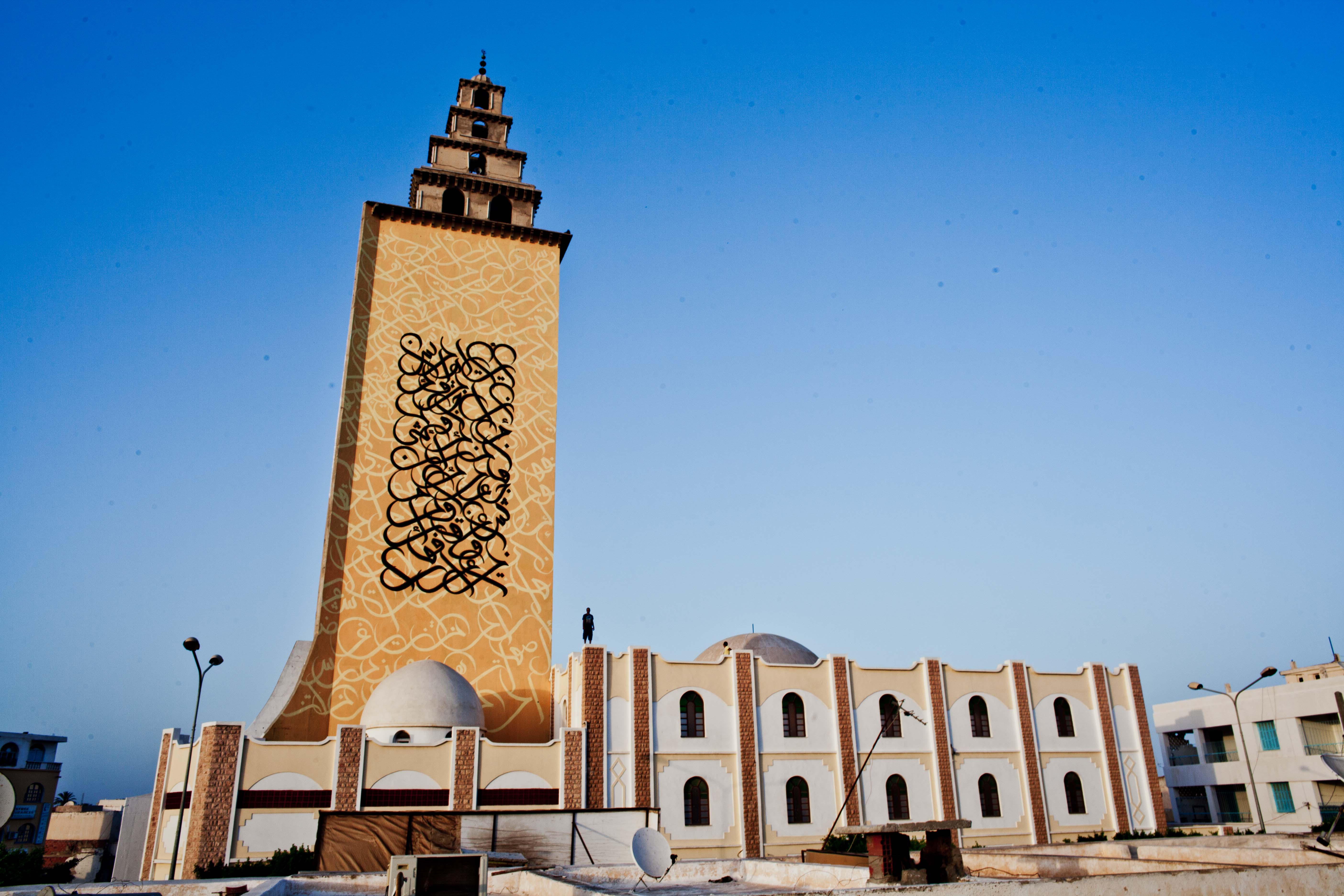
Moschea di Jara a Gabes, Tunisia, 2012

Reagendo agli scontri tra i gruppi religiosi e la comunità artistica in Tunisia, l'artista ha intrapreso, durante il mese sacro del Ramadan, un progetto di trasformazione di questo punto di riferimento religioso in un'opera d'arte pubblica. La produzione in grande dimensione di eL Seed cita i principi tradizionali della scrittura araba utilizzando una sensibilità moderna.
Le recenti tensioni in Tunisia hanno scatenato un dibattito critico sui limiti della libertà artistica nel territorio che ha dato origine alla primavera araba durante il processo di democratizzazione di quei stessi luoghi. "Questo progetto non riguarda la decorazione di una moschea, si tratta di rendere l'arte un fattore visibile nel processo di cambiamento culturale e politico", commenta el Seed, che ha iniziato a lavorare al murales il 20 luglio. "Credo davvero che l'arte possa portare a un dibattito fruttuoso, soprattutto nell'incerto clima politico che la Tunisia sta attraversando in questo periodo."
Il progetto è stato approvato dal governatore di Gabès e dall'imam della moschea, Shaikh Slah Nacef. Il murale alto 57 metri coprirà in modo permanente l'intera facciata in cemento della torre della Moschea di Jara nella speranza di evidenziare la convergenza tra arte e religione e sensibilizzare il pubblico infondendo l'arte direttamente nel paesaggio urbano. Esibendo le parole "Oh umanità, ti abbiamo creato da un maschio e una femmina e abbiamo creato persone e tribù in modo che vi possiate conoscere a vicenda.", eL Seed ha citato un versetto del Corano che affronta l'importanza del rispetto reciproco e della tolleranza attraverso la conoscenza come obbligo.
"Spero che questa parete artistica sul minareto aiuti a rilanciare la città, e in particolare il turismo a Gabes " ha commentato Shaykh Slah Nacef.

## Opere

### Mostre
- 2012 Ottobre – The Walls, mostra personale – Galleria Itinerrance, Parigi
- 2013 Mostra personale – Medina, Tunisi
- 2014 Declaration, mostra di scultura – Tashkeel Gallery, Dubai
- 2016 Il Cairo – Arttalks.